# 카르페 디엠

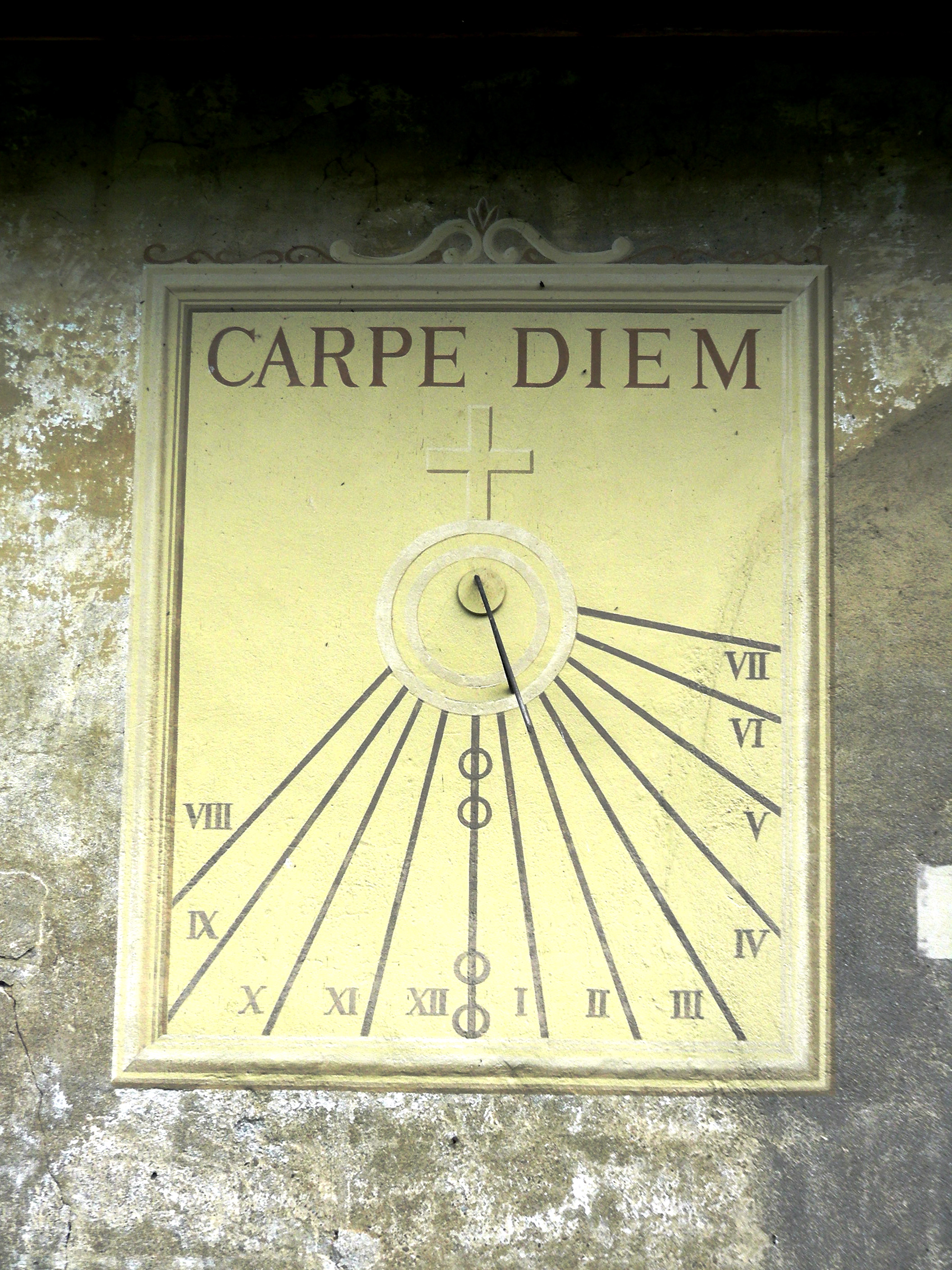
'카르페 디엠'이 새겨져 있는 해시계

카르페 디엠(Carpe diem)은 호라티우스의 라틴어 시 한 구절로부터 유래한 말이다. 이 명언은 번역된 구절인 현재를 잡아라(Seize the day)로도 알려져 있다. 본래, 단어 그대로 '카르페'(Carpe)는 '뽑다'를 의미하는 '카르포'(Carpo)의 명령형이었으나, 오비디우스는 "즐기다, 잡다, 사용하다, 이용하다"라는 뜻의 단어의 의미로 사용하였다. 디엠(Diem)은 '날'을 의미하는 '디에스'(dies)의 목적격이다.

## 의미
호라티우스의 "현재를 잡아라, 가급적 내일이란 말은 최소한만 믿어라"(Carpe diem, quam minimum credula postero)의 부분 구절이다. 이 노래는 '미래는 알 수 없는 것'이라고 말한다. 호라티우스가 에피쿠로스 학파에 속하였으므로, 보통 이 구절은 그와 연계하여 이해되고 있다.

### 관련 표현
| “ | 그리고 만약 지금이 아니라면, 언제? (And if not now, when?) | ” |
|   | — 피르케이 아보트(en) 1:14                                 |   |

### 유래
원래 송가(오드)(en) 1:11에서 사용되었다. (원문 - 한국어)
| Tu ne quaesieris, scire nefas, quem mihi, quem tibi finem di dederint, | 알려고 묻지 말게, 안다는 건 불경한 일, 신들이 나에게나 그대에게나 무슨 운명을 주었는지, |
| Leuconoe, nec Babylonios temptaris numeros.                            | 레우코노에여, 점을 치려고도 하지 말게.                                                  |
| Ut melius, quidquid erit, pati.                                        | 더 나은 일은, 미래가 어떠하든, 주어진 대로 겪어내는 것이라네.                           |
| Seu pluris hiemes seu tribuit Iuppiter ultimam,                        | 유피테르 신께서 그대에게 주시는 게, 더 많은 겨울이든, 마지막 겨울이든.                  |
| quae nunc oppositis debilitat pumicibus mare Tyrrhenum:                | 지금 이 순간에도 티레니아해의 파도는 맞은 편의 바위를 깎고 있네.                        |
| sapias, vina liques et spatio brevi spem longam reseces.               | 현명하게나, 포도주는 그만 익혀 따르고, 짧은 인생, 먼 미래로의 기대는 줄이게.            |
| dum loquimur, fugerit invida aetas:                                    | 지금 우리가 말하는 동안에도, 인생의 시간은 우릴 시기하며 흐른다네.                      |
| carpe diem, quam minimum credula postero.                              | 제때에 거두어 들이게, 미래에 대한 믿음은 최소한으로 해두고.                             |

## 대중 문화
영화 죽은 시인의 사회(1989)에서의 로빈 윌리엄스의 캐릭터(John Keating)는 "카르페 디엠, 오늘을 즐겨라, 소년들이여, 삶을 비상하게 만들어라."라고 말하였다. 미국 영화 연구소(AFI)가 2005년 선정한 미국 영화 역사에서의 100대 명대사(en) 기록에서 이 분야의 95번째 항목에 올랐다.